# Harry Potter (filmová série)
Harry Potter je britsko-americká filmová série založená na stejnojmenných románech autorky J.K. Rowlingové. Série filmů vznikla pod záštitou studia Warner Bros a skládá se z osmi fantasy filmů, počínaje filmem Harry Potter a Kámen mudrců (2001) a konče filmem Harry Potter a Relikvie smrti – část 2 (2011).  Spin-off prequel série se bude skládat celkem z pěti filmů. Prvním z nich je titul Fantastická zvířata a kde je najít (2016), čímž vzniká v kouzelnickém světě další franšíza.
Filmová série měla hlavního producenta Davida Heymana. Hlavní herecké obsazení tvoří Daniel Radcliffe, Rupert Grint, a Emma Watsonová jako tři hlavní postavy: Harry Potter, Ron Weasley a Hermiona Grangerová. Na filmové sérii pracovali čtyři režiséři: Chris Columbus, Alfonso Cuarón, Mike Newell a David Yates. Michael Goldenberg napsal scénář pro Harryho Pottera a Fénixův řád (2007), zatímco scénáře zbývajících filmů napsal Steve Kloves. Produkce probíhala po dobu deseti let, přičemž hlavním cílem u všech dílů bylo porazit Harryho hlavního nepřítele lorda Voldemorta.
Sedmý a poslední díl série Harry Potter a relikvie smrti byl rozdělen do dvou celovečerních částí. Část 1 vyšla v listopadu 2010 a část 2 vyšla v červenci 2011. 
Kámen mudrců, Relikvie smrti – část 2 a Relikvie smrti – část 1 patří mezi 50 nejvýdělečnějších filmů všech dob, přičemž Kámen mudrců a Relikvie smrti – část 2 jsou v žebříčku na 13. místě s tržbou víc než 1 miliarda dolarů. Když nezapočítáme inflaci, jsou celosvětové příjmy za tuto celou filmovou sérii 7,7 miliard amerických dolarů, což si zasloužilo 3. místo v  celosvětovém žebříčku.

## Vznik
Na konci roku 1997 obdržely londýnské kanceláře Davida Heymana (producenta filmu) kopii první knihy, z níž se později stala řada celkem sedmi Rowlingových románů Harryho Pottera. Kniha Harry Potter a Kámen mudrců byla zařazena do poličky s nízkou prioritou, ale později ji objevila sekretářka, která si ji přečetla a předala ji Heymanovi s pozitivní recenzí. Díky tomu si knihu Heyman přečetl sám, i když primárně takové „pochybné tituly“ odmítal číst. Kniha Rowlingové na něj velmi zapůsobila a tím se započal první krok, který vedl k jedné z nejúspěšnějších filmových franšíz všech dob.
Heymanovo nadšení vedlo k tomu, že Rowlingová v roce 1999 prodala filmová práva na své první čtyři knihy o Harrym Potterovi studiu Warner Bros za cenu 1 milion liber. Rowlingová hlavně požadovala, aby bylo herecké obsazení výhradně britské, s výjimkou několika irských herců, jako je např. Richard Harris hrající Brumbála nebo poté např. herecké obsazení francouzských a východoevropských herců v Harrym Potterovi a Ohnivém poháru, kde jsou knižní postavy z těchto jiných krajů. Rowlingová váhala s prodejem práv, protože tím nechtěla studiu Warner Bros dát kontrolu nad zbytkem příběhu, což by mohli využít tím, že by sami vytvářeli pokračování, které nenapsal autor.
Ačkoli Steven Spielberg zpočátku uvažoval, že bude režírovat první film, nabídku nakonec odmítl. Spielberg tvrdil, že podle jeho názoru bylo při natáčení filmu očekávání velkého zisku, čímž by vydělávání peněz bylo, jako když „lítají pečení holubi do huby“, a to není podle něj žádná výzva. V sekci „Odpadkový koš“ na své webové stránce Rowlingová tvrdí, že do výběru režisérů pro jednotlivé filmy nemohla nijak mluvit. Napsala k tomu: „Každý, kdo si myslí, že bych Spielberga mohla vetovat, potřebuje nutně opravit svou příručku Kouzelné předměty z Harryho Pottera.“ 
Poté, co Spielberg odešel z projektu, začaly rozhovory s dalšími režiséry, včetně Chrise Columbuse, Jonathana Demmeho, Terryho Gilliama, Mikea Newella, Alana Parkera, Wolfganga Petersena, Roba Reinera, Tima Robbinse, Brada Silberlinga a Petera Weira . Petersen a Reiner ustoupili v březnu roku 2000. Poté byl výběr zúžen na Columbuse, Gilliama, Parkera a Silberlinga. Rowlingové první volbou byl Terry Gilliam. Dne 28. března 2000 byl však Columbus jmenován režisérem filmu, přičemž studio Warner Bros uvedlo jako důvod svého rozhodnutí jeho práci na dalších rodinných filmech, jako jsou např. Sám doma a Táta v sukni .
Steve Kloves byl vybrán, aby napsal scénář prvního filmu. Popsal přepsání knihy na scénář jako obtížnou činnost, protože knižní dílo pro tento účel nebylo příliš vhodné stejně jako dvě následující knihy. Klovesovi byl zaslán stoh soupisů knih navržených jako filmové adaptace, přičemž Harry Potter byl jediný, který ho zaujal. Šel se projít ven, koupil si knihu a ta ho okamžitě zaujala. Když mluvil se studiem Warner Bros, uvedl, že film musí být britský a věrný postavám. David Heyman byl potvrzen jako producent filmu. Rowlingová měla velké množství tvůrčí kontroly nad filmem a organizací, což Columbovi nevadilo.
Studio Warner Bros zpočátku plánovalo vydat první film 4. července 2001, čímž se vytvořilo natolik krátké výrobní okno, že se někteří z původně navrhovaných režisérů stáhli. Nakonec, kvůli časovým omezením, bylo datum uvedení změněno zpět na původní datum a to 16. listopadu 2001.

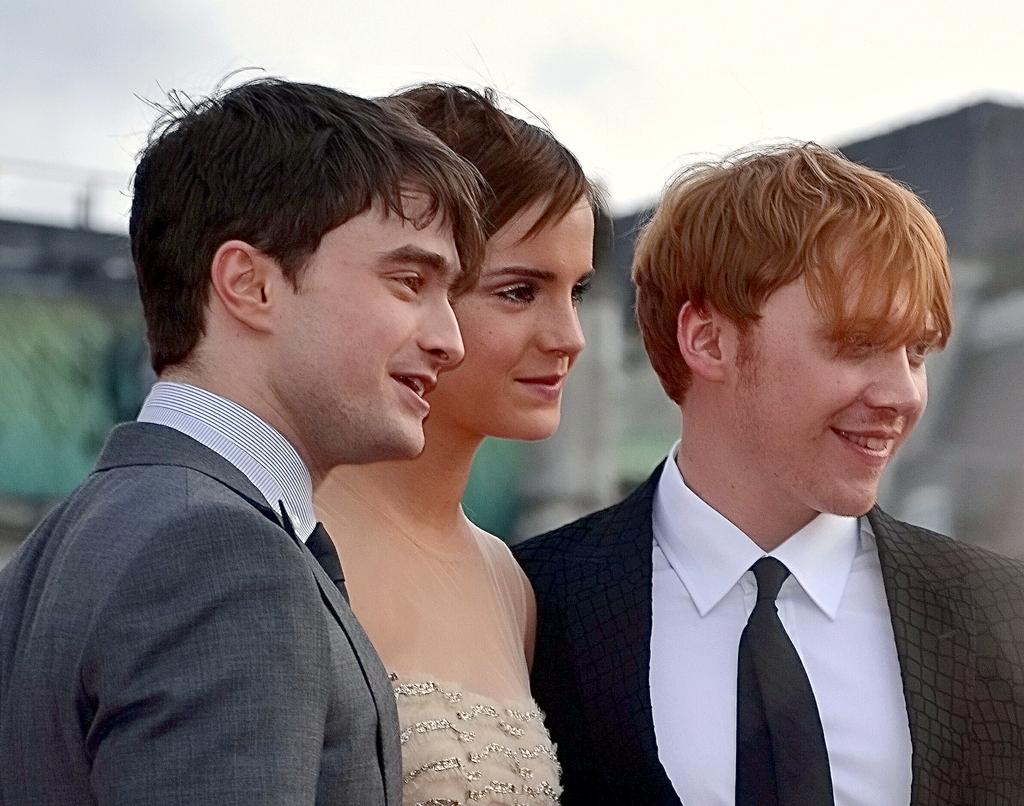
Daniel Radcliffe, Emma Watsonová a Rupert Grint na světové premiéře Harryho Pottera a Relikvie smrti – část 2 na Trafalgarském náměstí v Londýně dne 7. července 2011

V roce 2000 byl po sedmiměsíčním hledání objeven producentem Davidem Heymanem a spisovatelem Stevem Klovesem herec Daniel Radcliffe, když seděl těsně za nimi v divadle. Podle Heymanových vlastních slov: „Za mnou seděl chlapec s těmato velkýma modrýma očima. Byl to Dan Radcliffe. Pamatuji si své první dojmy – byl zvědavý a vtipný a tak energický. Byla na něm znát také velká štědrost a roztomilost. Současně však byl opravdu nenasytný a měl hlad po znalostech všeho druhu.“ 
Radcliffe se již v roce 1999 prokázal svým hereckým talentem v televizní produkci BBC David Copperfield, ve které hrál roli malého Copperfielda. Heyman přesvědčil Radcliffeovy rodiče, aby mu umožnili zkusit konkurz na film Harryho Pottera. Záznam z této kamerové zkoušky byl vypuštěn v roce 2009 prostřednictvím Ultimate Edition. Rowlingová byla nadšená, když záznam zhlédla, a řekla, že pro Harryho Pottera není lepší volba než Radcliffe.
Také v roce 2000 byli vybráni z tisíců konkurzních dětí tehdy neznámí britští herci Emma Watsonová a Rupert Grint, aby hráli role Hermiony Grangerové a Rona Weasleyho. Jejich jedinou předchozí hereckou zkušeností byly divadelní hry ve škole. V době, kdy byli obsazeni, bylo Grintovi jedenáct a Watsonové deset let.
Redaktor Los Angeles Times Geoff Boucher, který provedl rozhovor s Heymanem, dodal, že obsazení tří hlavních rolí je obzvláště působivé při zpětném pohledu. Výběr tria byl patrně jedním z nejlepších rozhodnutí v oblasti show-businessu za poslední desetiletí. Ukázali obdivuhodný půvab a vytrvalost tváří v tvář brzké slávě. 

## Produkce
Natáčení série začalo v září 2000 ve filmovém ateliéru Leavesden v Hertfordshiru v Anglii a skončilo v prosinci 2010. Postprodukce na finálním filmu trvala do léta 2011. Filmové ateliéry Leavesden byly hlavním místem pro natáčení Harryho Pottera a v roce 2012 se veřejnosti otevřely jako turistická atrakce (přejmenované na Warner Bros. Studios, Leavesden).

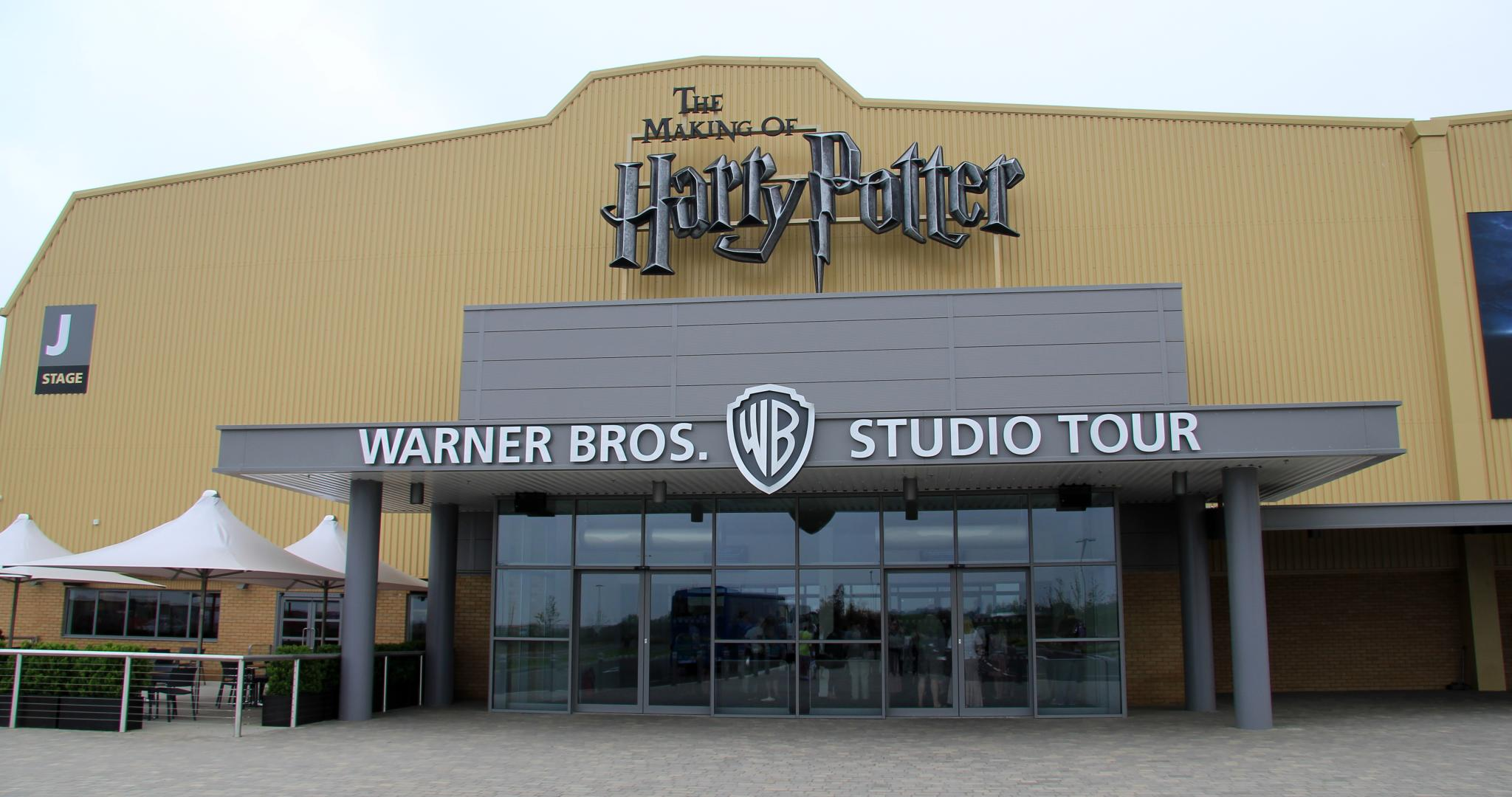
Warner Bros. Studia, Leavesden, kde byla natočena velká část filmové série. Harry Potter byl také natočen v jiných oblastech, včetně Pinewood Studios.

David Heyman byl producentem všech filmů série (s jeho společností Heyday Films), zatímco David Barron se k filmu připojil později jako výkonný producent filmu Tajemná komnata a Ohnivý pohár. Později byl Barron jmenován producentem posledních čtyř filmů. Chris Columbus byl výkonným producentem prvních dvou filmů spolu s Markem Radcliffem a Michaelem Barnathanem, ale stal se producentem i třetího filmu společně s Heymanem a Radcliffem. Mezi další výkonné producenty patří Tanya Seghatchian a Lionel Wigram. Autorka série Rowlingová byla požádána, aby se stala producentem filmu Ohnivý pohár, ale odmítla. Následně pak přijala roli producenta na obou dílech Relikvií smrti.
Firma Heyday Films a firma Columbuse 1492 Pictures spolupracovali v roce 2001 s firmou Duncan Henderson Productions, v roce 2002 s firmou Miracle Productions a v roce 2004 s firmou P of A Productions. Přestože díl vězeň z Azkabanu byl posledním filmem ze série produkovaným firmou 1492 Pictures, firma Heyday Films poté s franšízou pokračovala a v roce 2005 spolupracovala i s firmou Patalex IV Productions. Šestý film v řadě, Princ dvojí krve, byl nejdražším filmem, který byl vyroben (k roku 2009).
Warner Bros. rozdělil sedmý a poslední román v knižní sérii Relikvie smrti na dvě filmové části. Obě části byly natáčeny najednou a to od počátku roku 2009 až do léta 2010, přičemž dokončení přetáčení některých scén se uskutečnilo 21. prosince 2010.
Tim Burke, supervizor vizuálních efektů všech filmů, řekl o vývoji práce na Harrym Potterovi: „Byla to jedna obrovská rodina. Myslím, že v Leavesdenu samotném pracovalo přes 700 lidí.“ David Heyman poté řekl: „Když měl premiéru první film, nemyslel jsem si, že bychom mohli natočit celkem osm filmů. To se zdálo neproveditelné, dokud jsme neudělali čtvrtý film.“ Nisha Parti, produkční konzultantka pro první film, uvedla, že Heyman udělal první film tak, jak to podle jeho názoru chtělo studio Warner Bros. Po úspěchu filmu dostal Heyman více volnou ruku.
Jedním z cílů tvůrců filmu bylo od začátku produkce rozvíjet vyspělost filmů. Chris Columbus uvedl: „Uvědomili jsme si, že tyto filmy budou postupně temnější. Opět jsme nevěděli, jak temné, ale uvědomili jsme si, že jak děti stárnou, filmy jsou trochu ostřejší a tmavší.“  To se také stalo s následujícími třemi režiséry, kteří na sérii pracovali v následujících letech, a ve filmech se začaly řešit i otázky jako smrt, zrada, předsudky a politická korupce, protože se série rozvíjela narativně i tematicky. 

### Obsazení
Kromě tří hlavních herců patří mezi další významné herce Robbie Coltrane jako Rubeus Hagrid, Tom Felton jako Draco Malfoy, Alan Rickman jako Severus Snape a Dame Maggie Smith jako Minerva McGonagall. Richard Harris, který hrál roli profesora Albuse Brumbála, zemřel 25. října 2002, což způsobilo, že role byla přeobsazena pro třetí díl série, Harry Potter a vězeň Azkabanu. David Heyman a režisér Alfonso Cuarón vybrali Michaela Gambona, aby ztvárnil postavu Brumbála a tuto postavu poté ztvárnil i ve všech následujících filmech série. Další opakující se členové hereckého obsazení zahrnují Helenu Bonham Carter jako Bellatrix Lestrangeovou, Warwicka Davise jako Filiuse Flitwicka, Ralpha Fiennese jako Lorda Voldemorta, Brendana Gleesona jako Alastora Moodyho, Richarda Griffithse jako Vernona Dursleyho, Jasona Isaacse jako Luciuse Malfoye, Garyho Oldmana jako Siriuse Blacka, Fionu Shawovou jako Petunii Dursleyovou, Timothyho Spalla jako Petera Pettigrewa, Davida Thewlise jako Remuse Lupina, Emmu Thompsonovou jako Sybillu Trelawneyovou, Marka Williamse jako Arthura Weasleyho a Julii Waltersovou jako Molly Weasleyovou.
Série měla mnoho vracejících se členů štábu z různých oddělení, včetně Tima Burka – supervizora vizuálních efektů, Petera Doyla – koloristy digitálního filmu, Nicka Dudmana – koordinátora make-upů, Davida Holmese – kaskadéra, Amandy Knightové – vizážistky, Stephenie McMillanové – scénografky, Grega Powella – koordinátora kaskadérů, Jany Temime – návrhářky kostýmů a Fiony Weirové – castingové ředitelky.

### Český dabing
| Postavy               | Dabér                 |
| --------------------- | --------------------- |
| Harry Potter          | Vojtěch Kotek         |
| Ron Weasley           | Jiří Kocman           |
| Hermiona Grangerová   | Anežka Pohorská       |
| Lord Voldemort        | Miroslav Táborský     |
| Lord Voldemort        | Bohumil Švarc         |
| Albus Brumbál         | Otakar Brousek starší |
| Rubeus Hagrid         | Jiří Zavřel           |
| Rubeus Hagrid         | Ota Jirák             |
| Minerva McGonagallová | Jana Drbohlavová      |
| Severus Snape         | Aleš Procházka        |
| Draco Malfoy          | Radek Škvor           |
| Neville Longbottom    | Zdeněk Charvát        |
| Sirius Black          | David Prachař         |
| Belatrix Lestrangeová | Miroslava Pleštilová  |
| Lenka Láskorádová     | Anna Suchánková       |
| Ginny Weasley         | Julie Alexandridisová |
| Dolores Umbridge      | Jaroslava Brousková   |
| Aberforth Brumbál     | Petr Pelzer           |

## Přijetí filmu

### Reakce kritiků
Všechny filmy byly úspěšné jak po finanční stránce, tak i z hlediska kritiků, díky čemuž se franšíza stala jedním z hlavních hollywoodských pilířů podobně jako James Bond, Star Wars, Indiana Jones a Piráti z Karibiku. Série je známá pro postupný růst ve vizuálně tmavší a vyspělejší filmy.      Názory na jednotlivé filmy však obecně rozdělují fanoušky knih, přičemž někteří upřednostňují první dva filmy pro jejich věrnější kopii, jiní upřednostňují stylizovanější a charakterově řízený přístup pozdějších filmů.
Někteří také cítí, že série jsou nesouvislé kvůli změnám režisérů, stejně tak jako kvůli změně herce Michaela Gambona za Richarda Harrise do role Brumbála. Autorka Joanne Rowlingová neustále podporuje filmy    a hodnotila Relikvie smrti jako svůj oblíbený díl z celé série. Na svých webových stránkách napsala o změnách v přechodu z knihy na film: „Je prostě nemožné začlenit všechny mé příběhy do filmu, který se musí vejít do čtyř hodin. Je zřejmé, že filmy mají svá omezení – romány nemají čas ani rozpočet. Dokážu vytvořit oslňující efekty, které se spoléhají pouze na představivost mých čtenářů a mou vlastní.“ 

#### Reakce kritiků a veřejnosti
| Film                    | Rotten tomatoes                                    | Metacritic        | CinemaScore |
| ----------------------- | -------------------------------------------------- | ----------------- | ----------- |
| Kámen mudrců            | 81% (průměrné hodnocení 7.06 / 10) (196 hodnocení) | 64 (36 recenzí)   | A           |
| Tajemná komnata         | 83% (průměrné hodnocení 7,21 / 10) (236 recenzí)   | 63 (35 hodnocení) | A+          |
| Vězeň z Azkabanu        | 90% (průměrné hodnocení 7,85 / 10) (258 hodnocení) | 82 (40 recenzí)   | A           |
| Ohnivý pohár            | 88% (průměrné hodnocení 7.45 / 10) (254 recenzí)   | 81 (38 recenzí)   | A           |
| Fénixův řád             | 78% (průměrné hodnocení 6,9 / 10) (255 hodnocení)  | 71 (37 recenzí)   | A−          |
| Princ dvojí krve        | 83% (průměrné hodnocení 7.12 / 10) (276 recenzí)   | 78 (36 recenzí)   | A−          |
| Relikvie smrti – část 1 | 77% (průměrné hodnocení 7,09 / 10) (283 hodnocení) | 65 (42 recenzí)   | A           |
| Relikvie smrti – část 2 | 96% (průměrné hodnocení 8,44 / 10) (329 recenzí)   | 87 (41 recenzí)   | A           |

### Ocenění
Na 64. britském udílení filmových cen v únoru 2011 získali Joanne Rowlingová, David Heyman, David Barron, David Yates, Alfonso Cuarón, Mike Newell, Rupert Grint a Emma Watsonová cenu BAFTA za vynikající britský přínos filmu, a to za celou filmovou sérii. 
Americký filmový institut navíc ocenil celou sérii Zvláštní cenou na cenách American Film Institute Awards v roce 2011. Zvláštní ocenění jsou udělována za vynikající výsledky v oblasti filmů, které neodpovídají kritériím AFI. Ve své tiskové zprávě označil Institut filmy jako velmi důležitou sérii. Osm filmů, které si vydobyly důvěru generace, která si přála, aby na stříbrném plátně ožily jejich milované knihy autorky Joanne Rowlingové. Kouzelnický svět nám dal dar dospívání s Harrym, Ronem a Hermionou, když magie Bradavic vytryskla z filmů přímo do srdcí a myslí mudlů po celém světě.
Šest z osmi filmů bylo nominováno na celkem 12 cen akademie (viz. tabulka níže). Harry Potter byl také uznán cenou BAFTA Los Angeles Britannia Awards, přičemž David Yates získal cenu Britannia Award za uměleckou dokonalost při režii svých čtyř filmů o Harrym Potterovi. 
| Film                                   | Nominace na Oscara                                                     | Nominovaní | Slavnostní předávání cen Akademie |
| -------------------------------------- | ---------------------------------------------------------------------- | --- | --------------------------------- |
| Harry Potter a Kámen mudrců            | Nejlepší umělecký směr Nejlepší kostýmní design Nejlepší původní hudba | Stuart Craig a Stephenie McMillan Judianna Makovsky John Williams                                                                   | 74. ceny akademie                 |
| Harry Potter a vězeň Azkabanu          | Nejlepší původní hudba Nejlepší vizuální efekty                        | John Williams Roger Guyett, Tim Burke, John Richardson a Bill George                                                                | 77. ceny akademie                 |
| Harry Potter a Ohnivý pohár            | Nejlepší umělecký směr                                                 | Stuart Craig a Stephenie McMillan                                                                                                   | 78. ceny akademie                 |
| Harry Potter a Princ dvojí krve        | Nejlepší kinematografie                                                | Bruno Delbonnel | 82. ceny akademie                 |
| Harry Potter a Relikvie smrti – část 1 | Nejlepší umělecký směr Nejlepší vizuální efekty                        | Stuart Craig a Stephenie McMillan Tim Burke, John Richardson, Christian Manz a Nicolas Aithadi                                      | 83. ceny akademie                 |
| Harry Potter a Relikvie smrti – část 2 | Nejlepší umělecký směr Nejlepší make-up Nejlepší vizuální efekty       | Stuart Craig a Stephenie McMillan Nick Dudman, Amanda Knight a Lisa Tomblin Tim Burke, David Vickery, Greg Butler a John Richardson | 84. ceny akademie                 |

Někteří kritici, fanoušci a veřejnost vyjádřili zklamání, že série Harry Potter nevyhrála za své úspěchy žádné Oscary. Jiní však poukazovali na to, že některé filmy v sérii měly (na rozdíl od tří filmů Pána prstenů, které byly všechny kriticky uznány) nerovnoměrné recenze. To bylo částečně přisuzováno tomu, že filmy Harry Potter točili různí režiséři a každý měl vlastní osobitý styl, na rozdíl od již zmíněné trilogie Pána prstenů, která byla natočena v jednom velkém podniku stejným režisérem, spisovatelem i producentem. 
Ačkoliv nebyla filmová série úspěšná na Oscarech, získala úspěch v mnoha dalších slavnostních vyhlášeních, včetně každoročních cen Saturn a Art Director Guild Awards. Série také získala celkem 24 nominací na British Academy Film Awards, které byly představeny na každoročních oceněních BAFTA a získaly 5 nominací na cenu Grammy.

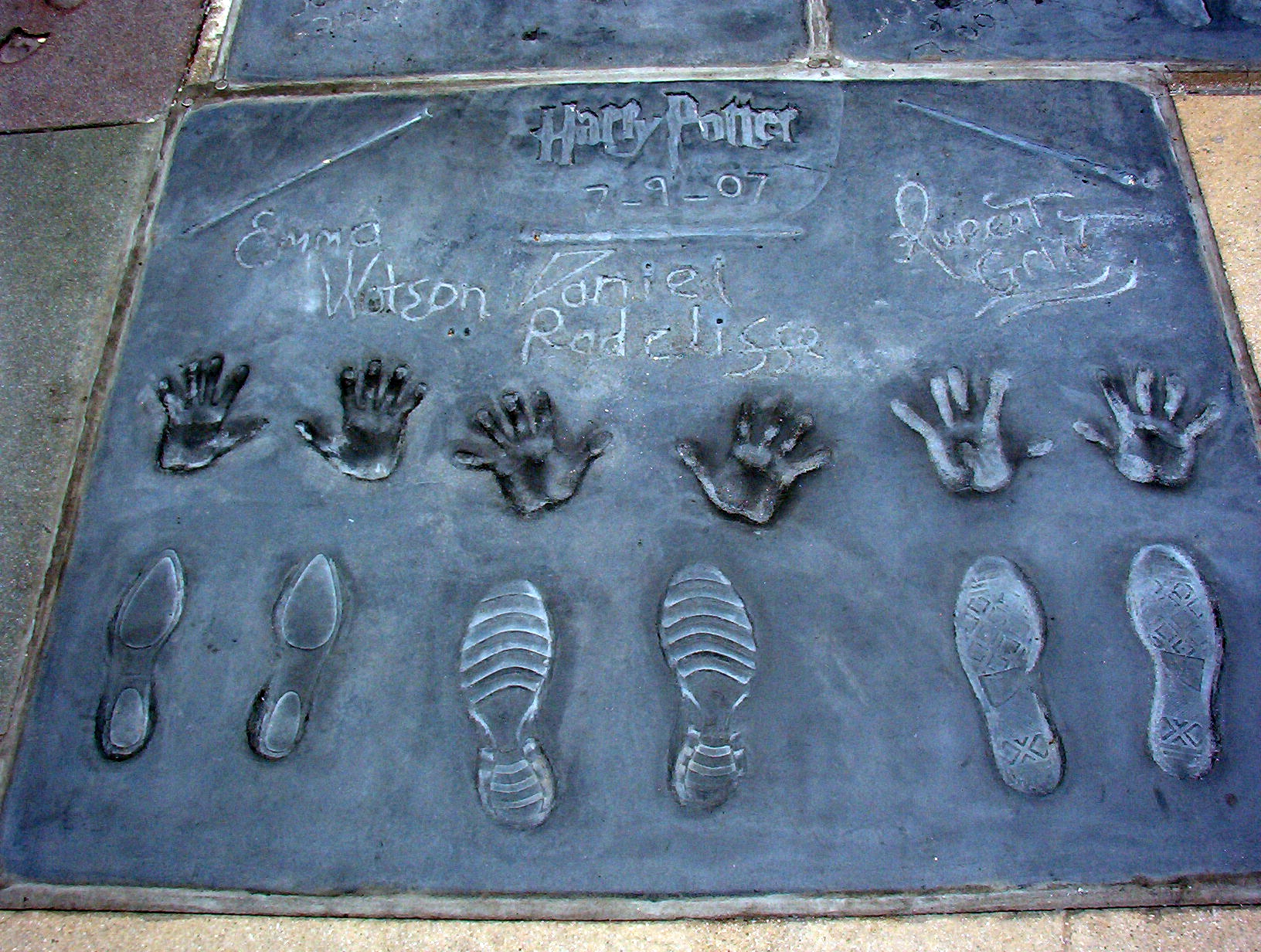
Radcliffe, Grint a Watsonová byli poctěni před Graumanovým čínským divadlem na ceremoniálu Ruky, Nohy a Hůlky, Hollywoodský chodník slávy, v červenci 2007.

Kámen mudrců dosáhl sedmi nominací na cenu BAFTA, včetně Nejlepší britský film a Nejlepší herec ve vedlejší roli pro Robbieho Coltrana . Film byl také nominován na osm cen Saturn a vyhrál za svůj kostýmní design. Byl také nominován na cenu Art Director Guild Awards za svůj produkční design  a získal cenu Broadcast Film Critics Award za nejlepší živý akční rodinný film spolu s dalšími dvěma nominacemi.
Tajemná komnata získala ocenění za nejlepší živý akční rodinný film ve Phoenix Film Crit Society Society. Film byl nominován na sedm cen Saturn, včetně Nejlepší režisér a Nejlepší fantasy film. Film byl také dále nominován na čtyři ceny BAFTA a cenu Grammy.
Vězeň z Azkabanu získal Cenu diváků a Nejlepší hraný film na ocenění BAFTA. Film také získal cenu BMI Film Music Award a byl nominován na ceny Grammy, Vizual Effects Society Awards a ocenění Amanda Awards.
Ohnivý pohár získal cenu BAFTA za nejlepší produkční design a byl nominován na ocenění Saturn Awards, Critic's Choice Awards a ocenění za speciální efekty.
Fénixův řád získal tři ocenění na zahajovacích cenách ITV National Movie Awards . Na Empire Awards získal David Yates cenu za nejlepšího režiséra. Skladatel Nicholas Hooper získal nominaci na World Soundtrack Discovery Award. Film byl nominován na ceny BAFTA, ale nevyhrál za nejlepší produkční design ani za nejlepší speciální vizuální efekty.
Princ dvojí krve byl nominován na ocenění BAFTA za produkci a vizuální efekty  a byl také v seznamech v několika dalších kategoriích, včetně nejlepšího vedlejšího herce pro Alana Rickmana . Kromě dalších nominací a vítězství získal film také cenu za Nejlepší rodinný film na národních filmových cenách, Nejlepší živý akční rodinný film na soutěžích Filmových kritiků společnosti Phoenix Film Awards Society a film byl také nominován za nejlepší film na ocenění Satellite Awards.
Relikvie smrti – část 1 získala dvě nominace na ocenění BAFTA za nejlepší make-up a vlasy a nejlepší vizuální efekty, spolu s obdržením nominací ve stejných kategoriích na ocenění Broadcast Film Crit Association Awards. Kinematografie Eduarda Serry a produkční design Stuarta Craiga byly také nominovány v různých slavnostních ceremoniálech a David Yates získal druhé ocenění na Empire Awards, tentokrát za nejlepší fantasy film. Další nominaci na nejlepšího režiséra získal také na udílení cen Saturn, kde film získal nominaci na Nejlepší fantasy film. 
Relikvie smrti – část 2 bylo kriticky uznáno a získalo mix publikačních cen. Tento díl série byl také oceněn cenou Saturn a BAFTA, kde film získal ocenění za Nejlepší vizuální efekty.

### Pořadí celkem
| Film                    | Hodnocení          | Hodnocení  | Hodnocení | Hodnocení | Hodnocení         | Hodnocení        | Hodnocení                | Odkazy        |
| Film                    | Celkem celosvětově | Celkem USA | Celkem UK | Ročně USA | Ročně celosvětově | První den celkem | Zahajovací víkend celkem | Odkazy        |
| ----------------------- | ------------------ | ---------- | --------- | --------- | ----------------- | ---------------- | ------------------------ | ------------- |
| Kámen mudrců            | # 29               | # 54       | # 9       | # 1       | # 1               | # 66             | # 55                     |               |
| Tajemná komnata         | # 46               | # 90       | # 17      | # 4       | # 2               | # 81             | # 60                     | [ 76 ] [ 77 ] |
| Vězeň z Azkabanu        | # 62               | # 106      | # 33      | # 6       | # 2               | # 47             | # 49                     |               |
| Ohnivý pohár            | # 42               | # 77       | # 28      | # 3       | # 1               | # 41             | # 40                     | [ 78 ]        |
| Fénixův řád             | # 38               | # 73       | # 25      | # 5       | # 2               | # 34             | # 77                     | [ 79 ]        |
| Princ dvojí krve        | # 39               | # 65       | # 24      | # 3       | # 2               | # 24             | # 75                     | [ 80 ] [ 81 ] |
| Relikvie smrti – část 1 | # 34               | # 68       | # 18      | # 5       | # 3               | # 22             | # 25                     | [ 82 ] [ 83 ] |
| Relikvie smrti – část 2 | # 12               | # 27       | # 7       | # 1       | # 1               | # 3              | # 12                     | [ 84 ] [ 85 ] |